# Baby Baby Baby (Endeverafter)
Baby Baby Baby è un singolo del gruppo musicale statunitense Endeverafter, pubblicato nel 2007. È arrivato in 38ª posizione nella classifica statunitense Hot Mainstream Rock Tracks, stilata dalla rivista Billboard.

## Videoclip
Il video musicale è stato pubblicato il 3 ottobre 2007.

## Tracce
1. Baby Baby Baby – 4:13

## Formazione
- Michael Grant - voce, chitarra solista
- Kristan Mallory - chitarra ritmica
- Tommi Andrews - basso
- Eric Humbert - batteria